# Séquence RGD

Structure du H-RGD-NH2

La séquence RGD est un tripeptide constitué d'arginine, de glycine et d'acide aspartique (sérine), qui est le site de fixation de certaines intégrines.